# Sant Vicenç d'Albarca
Sant Vicenç d'Albarca és una església d'Albarca, al municipi de Cornudella de Montsant (el Priorat) declarada Bé Cultural d'Interès Local.

## Descripció
Construïda amb carreus molt regulars, l'església de Sant Vicenç presenta una sola nau amb quatre capelles laterals, dues a cada banda, i a la capçalera un absis romànic amb finestra de doble esqueixada que, juntament amb petits sectors dels murs, és l'única part conservada de l'obra original. La nau, d'estil renaixentista, és coberta per una volta de canó de mig punt i unida al presbiteri per un gran arc triomfal.

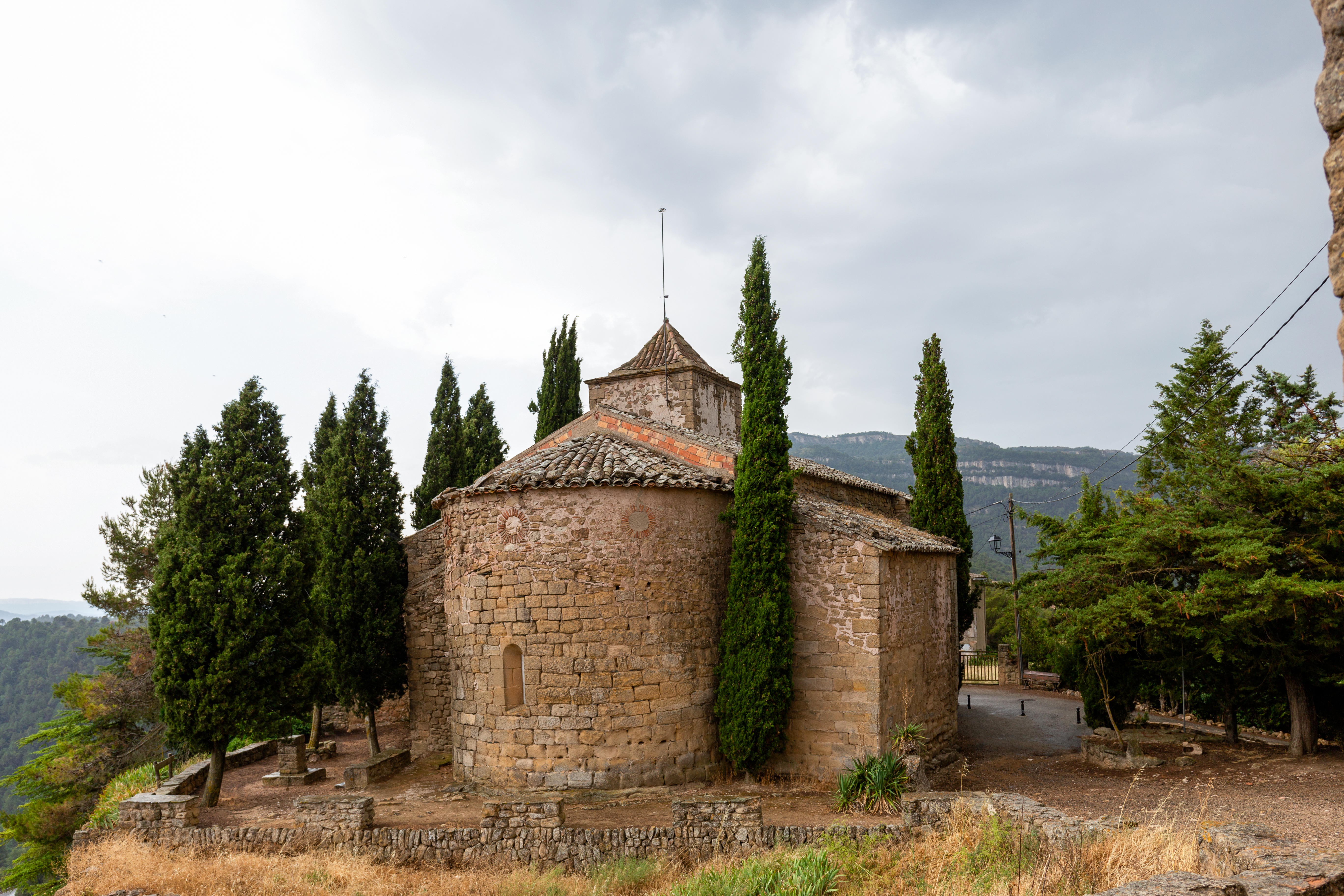
Absis de l'Església

La façana és dividida en dos registres per una petita cornisa horitzontal que enllaça amb el campanar, situat a la dreta de l'edifici. Al registre inferior els angles són fets de carreus encoixinats. La portada renaixentista que centra el cos de l'església és emmarcada per una motllura i coronada per un frontó. El registre superior és centrat per un ull de bou. El campanar, de base quadrada, consta de tres cossos. El superior, amb obertura de mig punt, té cobertes de pavelló.

## Història
L'església de Sant Vicenç està situada al poble d'Albarca, petit nucli emplaçat a 815 m d'altitud al lloc on s'uneixen el Montsant amb les muntanyes de Prades.
És un edifici d'origen romànic. Apareix esmentat per primera vegada el 1151, amb motiu d'una donació feta per Ramon de Cervera i la seva muller Ponceta a "Petro capellano de Pinós". A inicis del segle xvii fou refet en gran part (hi consta la data del 1612).